# Resultados do Carnaval de Natal em 2015
Resultados do Carnaval de Natal em 2015.

## Escolas de samba
| Grupo A   | Grupo A                | Grupo A | Grupo A     | Grupo A           |
| Colocação | Escola                 | Pontos  | Premiação   | Ref.              |
| --------- | ---------------------- | ------- | ----------- | ----------------- |
| 1º        | Malandros do Samba     | 118,5   | R$ 9.000,00 | [ 1 ] [ 2 ] [ 3 ] |
| 2º        | Balanço do Morro       | 118,28  | R$ 5.000,00 | [ 1 ] [ 2 ] [ 3 ] |
| 3º        | Imperatriz Alecrinense | 108,12  | R$ 3.000,00 | [ 1 ] [ 2 ] [ 3 ] |
| 4º        | Asas de Ouro           | 100,2   | *           | [ 1 ] [ 2 ] [ 3 ] |
| 5º        | Ferro e Aço            | 99,32   | *           | [ 1 ] [ 2 ] [ 3 ] |
| 6º        | Império do Vale        | 99,2    | *           | [ 1 ] [ 2 ] [ 3 ] |
| Grupo B   |                        |         |             |                   |
| Colocação | Escola                 | *       | Premiação   | Ref.              |
| 1º        | Grande Rio do Norte    | *       | R$ 6.000,00 | [ 1 ] [ 2 ] [ 3 ] |
| 2º        | Confiança no Samba     | *       | R$ 4.000,00 | [ 1 ] [ 2 ] [ 3 ] |

## Tribos de Índios
| Grupo A   | Grupo A         | Grupo A     | Grupo A |
| Colocação | Escola          | Premiação   | Ref.    |
| --------- | --------------- | ----------- | ------- |
| 1º        | Tupy Guarani    | R$ 5.000,00 | [ 1 ]   |
| 2º        | Tabajara        | R$ 3.000,00 | [ 1 ]   |
| 3º        | Guaracys        | R$ 2.000,00 | [ 1 ]   |
| Grupo B   |                 |             |         |
| Colocação | Escola          | Premiação   | Ref.    |
| 1º        | Apaches         | R$ 3.000,00 | [ 1 ]   |
| 2º        | Gaviões Amarelo | R$ 2.000,00 | [ 1 ]   |
| 3º        | Comanche        | R$ 1.000,00 | [ 1 ]   |